# Ichthyothéréol
L'ichthyothéréol est un poison neurotoxique. 

## Utilisation
Les Indiens d'Amazonie en enduisent la pointe de leurs flèches afin de provoquer des convulsions chez les mammifères qu'ils chassent.